# Darjo Felda
Darjo Felda, slovenski matematik in politik; * 3. februar 1956, Koper.
Od leta 2003 je bil redno zaposlen na Pedagoški fakulteti Univerze na Primorskem, nazadnje kot redni profesor za didaktiko matematike. V 15. vladi Republike Slovenije je bil državni sekretar pristojen za šport, predšolsko vzgojo, osnovno, srednje in višje šolstvo ter izobraževanje odraslih. 24. januarja 2023 je bil imenovan na mesto ministra za vzgojo in izobraževanje. 17. septembra 2024 je odstopil s položaja ministra.

## Akademska kariera
Matematiko je študiral na Fakulteti za matematiko in fiziko Univerze v Ljubljani, kjer je tudi diplomiral in magistriral. Doktorat znanosti je pridobil leta 2011 na Univerzi na Primorskem, s čimer je postal prvi doktorand koprske Pedagoške fakultete. Po opravljeni diplomi se je zaposlil na Srednji gradbeni šoli v Ljubljani, kjer je poučeval matematiko in računalništvo. Med letoma 1992 do leta 1998 je bil odgovorni urednik revije Matematika v šoli, ki se ukvarja z didaktiko matematike. Leta 1985 se je zaposlil na Fakulteti za elektrotehniko Univerze v Ljubljani, kjer je poučeval do leta 2003, ko se je zaposlil na Pedagoški fakulteti Univerze na Primorskem. Med letoma 2005 in 2019 je bil na fakulteti prodekan za študijske zadeve, naslednja tri leta pa prorektor za študijske zadeve Univerze na Primorskem.
Bil je član več matematičnih združenj in projektov za razvoj kakovosti in izboljšav v izobraževanju, predvsem na področju matematike. Leta 1985 je postal član upravnega odbora Društva matematikov, fizikov in astronomov Slovenije, kjer je ostal do leta 2012. Med letoma 2009 in 2021 je bil predsednik predmetne komisije za matematiko za nacionalne preizkuse znanja (NPZ), od leta 2020 pa je član Državne komisije za splošno maturo.

## Politika
Po državnozborskih volitvah leta 2022 se je med imeni za ministrsko ekipo v vladi Roberta Goloba omenjalo tudi Darja Feldo, kot možnega ministra za izobraževanje, znanost in šport. 15. slovenska vlada je želela reformirati sestavo ministrstev, pri čemer bi Ministrstvo za izobraževanje, znanost in šport Republike Slovenije razdelili na Ministrstvo za visoko šolstvo ter Ministrstvo za vzgojo in izobraževanje Republike Slovenije. Felda naj bi prevzel slednje. Ker je razpis referenduma glede sprememb Zakona o vladi reorganizacijo ministrske sestave zamaknil, je do ustanovitve novega ministrstva Felda 1. junija 2022 postal državni sekretar na ministrstvu za izobraževanje, znanost in šport, kjer je bil pristojen za pristojen za šport, predšolsko vzgojo, osnovno, srednje in višje šolstvo ter izobraževanje odraslih.
Po potrditvi zakona na referendumu je Felda postal uradni kandidat za ministra za vzgojo in izobraževanje. Pred Odborom za izobraževanje, znanost, šport in mladino Državnega zbora Republike Slovenije je bil zaslišan 12. januarja 2023. Za njegovo primernost je glasovalo devet članov odbora, proti jih je bilo pet. Položaj je zasedel 24. januarja 2023.
Med ukrepi za varčevanje je minister za vzgojo in izobraževanje Darjo Felda 13. oktobra 2023 predlagal spremembo proračuna, s katero bi se zmanjšala državna subvencija plačila vrtca za drugega in nadaljnje otroke. Starši so bili plačila vrtca za drugega otroka v celoti opravičeni od leta 2021. Po predlogu Felde bi starši doplačali 30 odstotkov cene, preostanek pa država. Predlog je Felda predstavil kot začasen, a brez konkretne časovnice. Predlog je bil deležen več kritik, saj se je vlada Roberta Goloba v koalicijski pogodbi zavezala k brezplačnemu vrtcu za vse otroke, prav tako, da bodo morali starši dveh otrok plačevati stroške poplav.
17. septembra 2024 je Felda po pogovorih s premierjem Golobom podal odstopno izjavo, 7. oktobra ga je na položaju nasledil Vinko Logaj. Kariero je Felda nadaljeval na Pedagoški fakulteti Univerze na Primorskem, kjer je deloval pred vstopom v politiko.